# 宍倉
宍倉株式会社（ししくら）は、千葉県夷隅郡大多喜町に本社を置く企業である。千葉県内でスーパーマーケット「スーパーセンターレオ」を展開している。
2024年4月に今までの家族経営から脱却し外部から招聘した伊東健介が代表取締役に就任
主婦の店を新ブランドカーニーズにブランド変更していくと発表

## 関連会社
- 株式会社主婦の店
  - 袖ケ浦市・木更津市を中心にスーパーマーケットを展開する。
- 有限会社大光企画
- 有限会社エル・ビー